# Chithramia elegantissima
Chithramia elegantissima är en svampart som beskrevs av Nag Raj 1988. Chithramia elegantissima ingår i släktet Chithramia, divisionen sporsäcksvampar och riket svampar.   Inga underarter finns listade i Catalogue of Life.